# Yokoseura

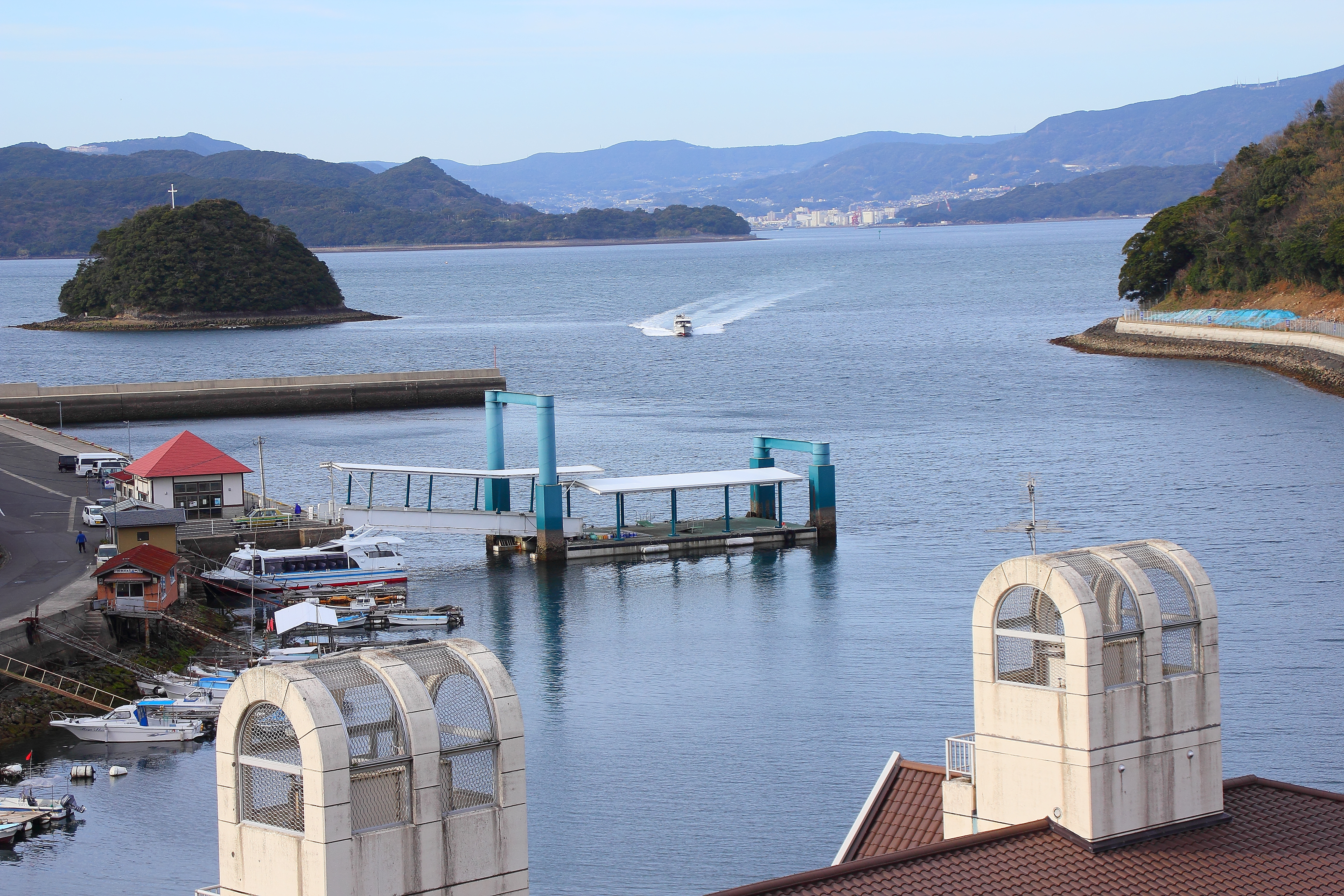
Yokoseura (2015)

Yokoseura (横瀬浦) é um porto localizado na ponta norte da Península de Nishisonogi na ilha japonesa de Kyushu, administrada pela cidade de Saikai, da Prefeitura de Nagasaki.  Foi desenvolvida por um entreposto de Portugal em 1562 com a permissão do daimiô Ōmura Sumitada, mas foi incendiada em 1563 depois de uma revolta budista.

## História

### Contexto
Em 1543 os Portugueses chegam ao Japão, introduzindo o arcabuz, em pleno Período Sengoku de guerra civil. É iniciado um comércio lucrativo, levando os senhores de guerra japoneses a competir pela preferência dos Portugueses. Junto com os mercadores vem os missionários jesuítas. 
Os Portugueses começam a usar Hirado, embora visitassem outros portos como o de Satsuma e Bungo. Os jesuítas desejavam que as carracas visitassem vários locais, mas os mercadores preferiam eleger um porto seguro e estável. O daimiô de Hirado, Matsura Takanobu, recebeu bem inicialmente os missionários para agradar aos Portugueses  mas tornou-se hostil assim que a evangelização se tornou incómoda entre os seus súbditos. Matsura Takanobu expulsou os missionários em 1558. Em 1561, 15 Portugueses são mortos em Hirado, 1 capitão é morto. Perante tantos problemas, os Portugueses procuram outro porto de abrigo mais seguro.

### Estabelecimento dos Cristãos
Com a urgência de encontrar um porto seguro, o líder jesuíta no Japão Cosme de Torres sondou o porto de Yokoseura num discreto barco de pesca achando-o adequado para os grandes barcos portugueses. O daimiô Ōmura Sumitada que dominava o porto aproveitou a oportunidade e acomodou os Portugueses, já que Sonogi (Hizen) era montanhosa e parca em recursos. O domínio sobre estas terras não era estável por causa de uma contínua luta, tendo Sumitada adoptado um filho de Ōmura Sumisaki (大村純前), tendo-o colocado a mandar em vez do seu filho biológico mas ilegítimo Gotō Takaakira (後藤貴明). Assim, Sumitada dependia dos portos de águas profundas para se manter no poder, mesmo que isso implicasse seguir a religião cristã. Adicionalmente ele deixou o jesuítas construir uma igreja, isentou os missionários de taxas durante dez anos, e proibiu não cristãos de estarem no porto. Em 1562 a carraca seguiu para Yokoseura.
Com a bênção de Sumitada, com a supervisão de Cosme de Torres e Gaspar Vilela, manda construir uma igreja onde existia um templo budista, e uma enorme cruz foi erigida em frente da igreja. A comunidade cristã, a primeira do seu género no Japão, começa a atrair cristãos e mercadores de várias partes. Em 1563, a população de Yokoseura atingiu cerca de 300 cristãos. Sumitada entretanto demonstrou um interesse activo no Cristianismo, tendo construído uma casa ao lado da igreja e assistia à Missa, e obrigava todos os residentes de Yokoseura a fazer o mesmo. Em 1553, Sumitada foi baptizado na Igreja de Yokoseura, com o nome de Bartolomeu, tornando-se assim o primeiro o primeiro daimiô cristão.

### Destruição
Sumitada mostrou-se um cristão fervoroso, adornando-se com símbolos cristãos em vez das vestes tradicionais com o símbolo Mon, destruiu templos e queimou tábuas espirituais do seu pai adoptivo Sumisaki. Este último acto enfureceu os membros não baptizados do Clã Omura, que se reuniram em torno Gotō Takaakira. Chegaram rumores a Yokoseura em 8 de Agosto que Takaakira estaria a planear matar Sumitada e Cosme de Torres, mas isto foi contrariado dias depois pela noticia de que Takaakira enviou um clérigo budista para dar um sermão. No processo de conversões dos missionários, é organizada uma festa para a conversão de Tomonaga Shinsuke (朝長新助, nome cristão de Luís), levando os padres Luís Fróis e Juan Fernández à cidade de Takaakira chamada de Takeo, mas Luís Fróis estava demasiado doente para viajar e os padres ficaram para trás. Tomonaga decidiu na mesma avançar com a festa, sendo emboscado e massacrado pelos seguidores de Takaakira's perto do Estreito de Hario (針尾瀬戸). Acreditando que os missionários estavam mortos, Takaakira movimentou-se para atacar SUmitada na sua casa em Ōmura, obrigando-o a fugir. Ao perder a protecção militar, a situação em Yokoseura ficou insegura, e os mercadores japoneses decidiram abandonar a cidade na manhã de 18 de Agosto. Naquela noite, Aproveitando a confusão, mercadores de Bungo incendiaram Yokoseura para obrigarem os Portugueses a retornar o comércio a Bungo. Os mercadores de Bungo raptam inclusivamente Cosme de Torres e Luís Fróis e usam-nos para chantagear os Portugueses a voltarem a Bungo. Os dois missionários são libertados em 20 de Agosto.
Com Yokoseura destruída, os Portugueses são forçados a voltar a Hirado para comercializar enquanto não acham novo porto mais seguro. Sumitada recupera entretanto o controlo do Clã de Omura, e em 1565 negoceia com os Portugueses a utilização do porto de Fukuda, mais perto da sua cidade de Ōmura. Matsura Takanobu, daimyō de Hirado, irritado com a decisão dos Portugueses, envia uma frota para punir os Portugueses e destruir o novo porto, mas é derrotado na Batalha da Baía de Fukuda. Os Portugueses continuam a usar Fukuda e Kuchinotsu por mais uns anos, mas não gostavam dos terrenos destes portos, até que Sumitada oferece aos Jesuítas o porto de Nagasaki, uma pequena vila piscatória na época, que os Portugueses acharam perfeito. Os residentes de Yokoseura mudaram-se para Nagasaki, e a partir de 1571 os Portugueses centralizaram as suas actividades ali, transformando-se no entreposto principal do comércio estrangeiro até ao século XIX.

## Turismo

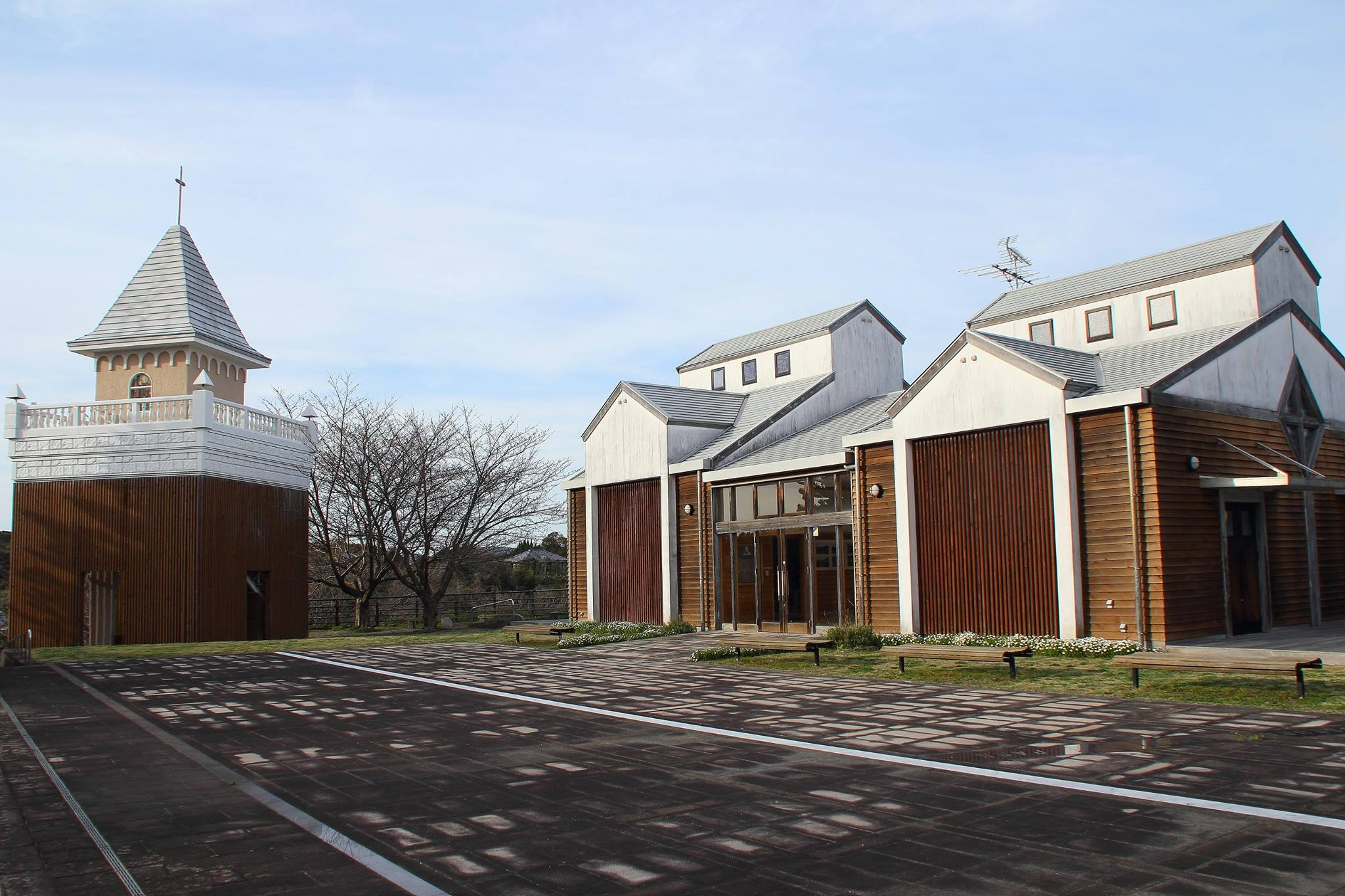
Yokoseura Historical Park

A destruição de Yokoseura em 1563, seguida da politica de isolamento do Japão e a perseguição aos cristãos no Período Edo, impediu que marcas físicas do estabelecimento dos cristão em Yokoseura existam actualmente. No entanto, como Yokoseura foi o local onde Luís Fróis desembarcou no Japão e onde o primeiro daimyō recebeu baptismo, a cidade de Saikai decidiu desenvolver Yokoseura como uma potencial atracção turística. O Parque Histórico de Yokoseura (横瀬浦史跡公園) foi completado em 2003, com estruturas construídas de acordo com os princípios de construção de igrejas no Japão de Alessandro Valignano.